# 克利夫頓 (新澤西州)

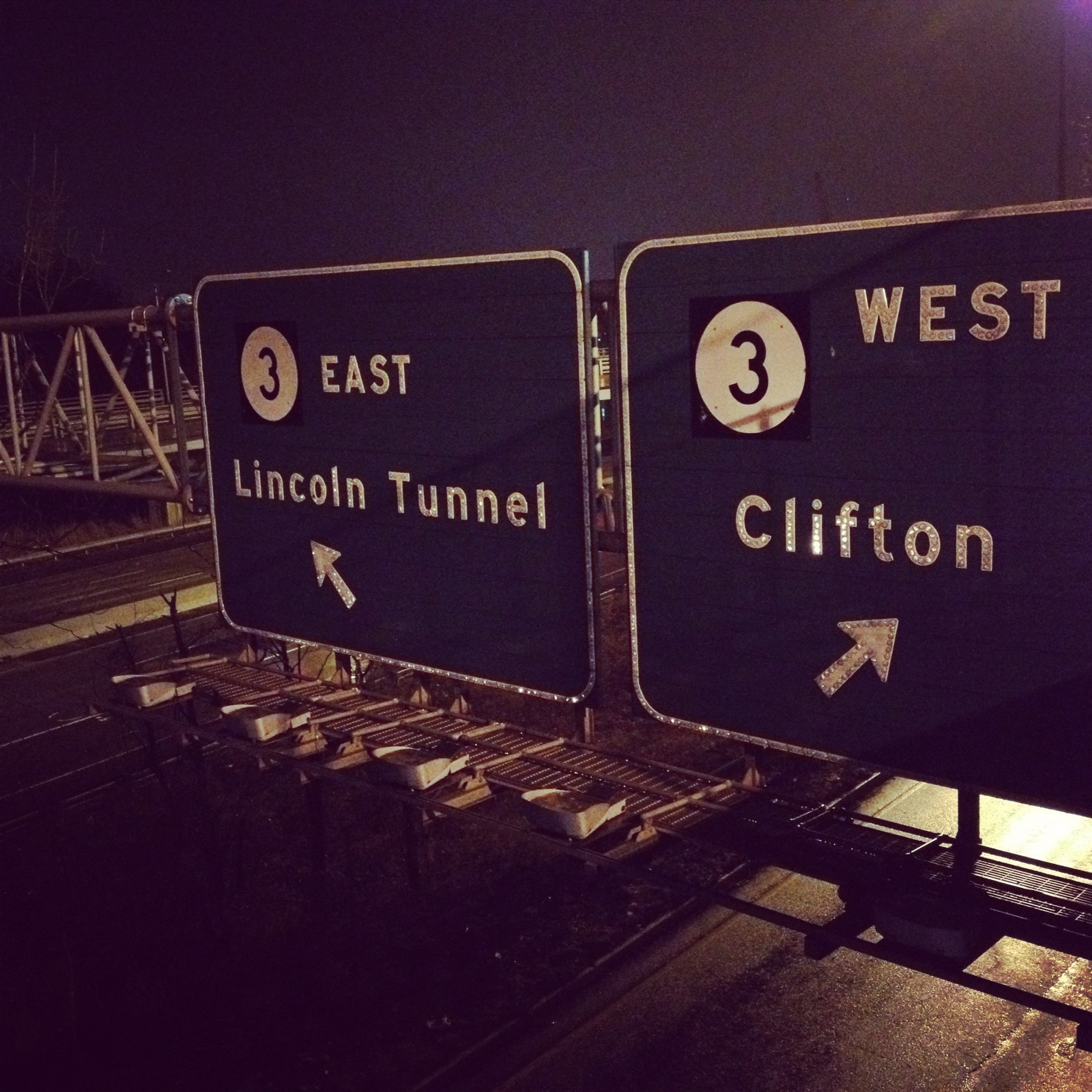
指向克利夫頓的路牌

克利夫頓（英語：Clifton），位於美國新澤西州巴賽克縣（40°51′44″N 74°09′37″W / 40.862137°N 74.160393°W），總面積11.397平方英里（29.52平方），根據美國2010年人口普查統計，人口84,136，是該州份以人口計第11大的市鎮。

## 流行文化
- 1996年尊尼·特普和阿爾·柏仙奴主演的電影《忠奸人》曾在這裡拍攝[2]。
- 美國電視劇集《黑道家族》部份外景在此拍攝。
- 紐約洋基傳奇人物尤吉·貝拉和菲爾·瑞茲托（英语：Phil Rizzuto）曾經在這裡開設保齡球場。
- 克利夫頓的舊地下排污系統充滿着各式各樣的塗鴉，被稱之為地獄之門（Gate of Hell）[3]。